# Ingelec
Ingelec est une entreprise marocaine spécialisée dans la conception, la fabrication et la commercialisation de matériel électrique basse tension. Fondée en 1975, elle fait partie du Groupe Sekkat et a son siège à Casablanca.

## Historique
Ingelec a été créée en 1975 dans un contexte de développement industriel émergent au Maroc. L'entreprise est issue de l’initiative de la famille Sekkat, qui était déjà active dans le secteur de la plasturgie. Elle débute son activité par la fabrication d’interrupteurs destinés au secteur du bâtiment.
Depuis les années 1990, l’entreprise engage plusieurs démarches de normalisation et de certification, tant sur ses produits que sur ses processus de gestion. En 1993, elle obtient le label qualité du LPEE pour ses premières gammes d'interrupteurs.
Ingelec est certifiée ISO 9001 depuis 2003, une certification renouvelée à plusieurs reprises, témoignant de son engagement dans un système de management de qualité.

## Activités
Ingelec conçoit et commercialise des équipements électriques destinés principalement aux secteurs du bâtiment résidentiel, tertiaire et industriel. Sa gamme comprend :
- Interrupteurs, prises électriques et blocs multiprises ;
- Disjoncteurs, tableaux électriques et accessoires de sécurité ;
- Solutions d’éclairage ;
- Accessoires pour installations électriques.

L’entreprise développe ses propres gammes sous des marques telles que Tichka, Oscar, Alyans ou encore Tropic 2, certifiées selon des normes marocaines (NM) ou françaises (NF).

## Présence internationale
En plus de son implantation nationale, Ingelec est présente dans plus de 20 pays, principalement en Afrique subsaharienne, notamment au Sénégal, en Côte d’Ivoire, au Bénin, au Cameroun et au Gabon. Elle y opère à travers des partenaires locaux ou via des représentations commerciales.

## Implantation
Le siège social d'Ingelec est basé à Casablanca. L’entreprise dispose de plusieurs sites industriels au Maroc, dont une usine principale à Bouskoura, ainsi que d’un réseau de distribution couvrant l’ensemble du territoire national.